# Carol Zardetto

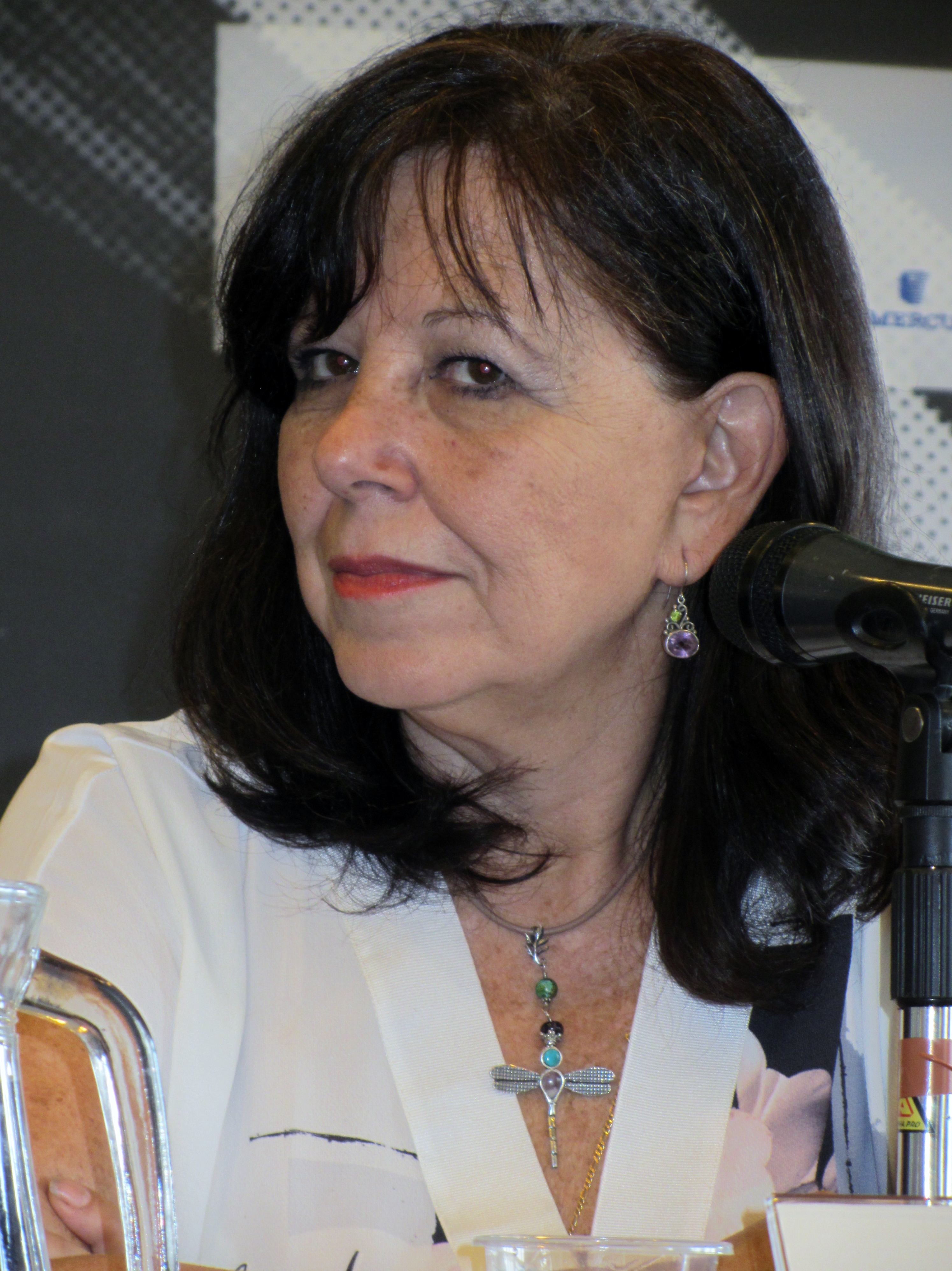
Zardetto tại Hội chợ sách quốc tế Santiago 2015

Carol Zardetto là một tiểu thuyết gia, luật sư, script-nhà văn và nhà ngoại giao người Guatemala, và là một phần của thế hệ các nhà văn Guatemala lớn lên dưới cái bóng của nội chiến Guatemala.

## Tiểu sử
Cô sinh ra ở thành phố Guatemala, và có bằng luật. Cô là đồng tác giả của chuyên mục phê bình nhà hát "Butaca de dos" (Chỗ ngồi cho hai người; "Tạp chí XX", Siglo Veintiuno, 1994-1996). Cô đã xuất bản cuốn tiểu thuyết "Con pasión hquta" (Với niềm đam mê tuyệt đối) vào năm 2007; nó đã được trao giải thưởng Mario Monteforte Toledo năm 2004.
Cô là thứ trưởng bộ giáo dục của Guatemala năm 1996, và từ năm 1997 đến năm 2000, cô là tổng lãnh sự của Guatemala tại Vancouver, Canada.,